# Syzygium phillyreifolium
La cereza de Río Grande (Eugenia aggregata o Syzygium phillyreifolium) es un arbusto siempreverde de la familia Myrtaceae nativo de Brasil que da frutos pequeños rojo oscuros a púrpuras y sabor dulce a frutilla.

## Descripción
Es un arbusto o arbolito de 3 a 6 m de altura, con hojas carnosas y cerosas. En Florida, esta especie comienza a florecer en la primera parte de marzo, durando varios meses, ocasionalmente hasta mayo. Tiene flores blancas. El fruto madura en el arbusto 3 semanas después de haber florecido. Es rojo a púrpura fuerte de 25 mm de diámetro, con un sabor dulce. En Paraguay se lo conoce por su nombre en guaraní yvanamichái. Florece en septiembre y tiene sus frutos en octubre y noviembre, los cuales son muy apetecidos por los pájaros.  

## Importancia económica
Se consume su fruto fresco y también se lo usa para mermeladas, dulces o jugos.

### Cultivo
Son fáciles de cultivar, requiere relativamente poco mantenimiento para mantenerlas saludables y productivas. El tamaño de la fruta y su calidad depende de un apropiado invernáculo y de suficiente agua, a tiempo del desarrollo frutal. Al plantarse, necesitan una completa fertilizadar en relación 1-1-1, tipo 6-6-6 (N, P, K), y que tenga magnesio. Si hay deficiencia de hierro en suelo calcáreo, se agrega "Sequestrene 138", injectado al suelo. A veces se puede asperjar una solución nutritiva, para elementos menores. Una vez madurado, se fertiliza con 8-3-9 y 5 % de OMg. Se debe regar especialmente durante la floración y el desarrollo de la fruta.

### Propagación
Se propaga por semillas; germinan en menos de un mes, pero pueden tardar cinco años en producirse. Las mejores selecciones pueden reproducirse vegetativamente.

## Taxonomía
Syzygium phillyreifolium fue descrita por (Baker) Labat & G.E.Schatz y publicado en Novon 12(2): 204. 2002.
Etimología
Syzygium: nombre genérico que deriva del griego: syzygos y significa "unido, reunido"
phillyreifolium: epíteto compuesto latíno que significa "con las hojas de Phillyrea" 
Sinonimia
- Eugenia phillyreifolia Baker, J. Linn. Soc., Bot. 20: 145 (1883)
- Myrtus phillyreifolia (Baker) Kuntze, Revis. Gen. Pl. 3(2): 92 (1898)
- Eugenia aggregata Baker, J. Linn. Soc., Bot. 22: 475 (1887)
- Eugenia phillyreifolia f. obscurifolia H.Perrier, Mém. Inst. Sci. Madagascar, Sér. B, Biol. Vég. 4: 188 (1952 publ. 1953)
- Eugenia phillyreifolia var. obscurifolia (H.Perrier) H.Perrier, in Fl. Madag. 152: 58 (1953).[3]